# Charles Weidman

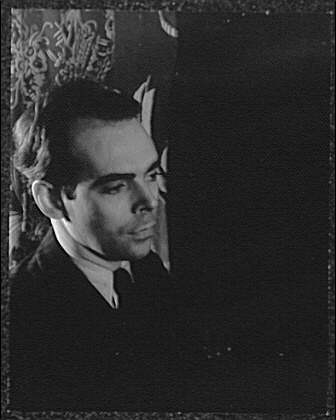
Charles Weidman

Charles Weidman (ur. w 1901 r. w Lincoln w stanie Nebraska - zm. w 1975 r. w Nowym Jorku, NY) – choreograf, tancerz i nauczyciel tańca nowoczesnego. Jeden z pionierów tańca współczesnego w Ameryce.